# Francesca Hayward
Francesca Hayward est une danseuse étoile anglaise (principal dancer) née en juillet 1992 à Nairobi au Kenya.

## Biographie
Francesca Hayward est née au Kenya. Elle est la fille d'un Anglais et d'une Kényane. Quand elle eut deux ans elle déménage en Angleterre, chez ses grands-parents. C'est à cette époque qu'elle commence la danse. Elle entre à la Royal Ballet School à l'âge de 11 ans et à la Royal Ballet Upper School à l'âge de 16 ans.
Après avoir rejoint le Royal Ballet en 2010, elle est promue première danseuse en 2013, soliste en 2014, première soliste en 2015 et étoile en 2016. Elle tient de plus en plus de premiers rôles au cours de grandes productions,,.

## Principales interprétations
En 2012, elle danse un pas de deux du Flower Festival in Genzano d'Auguste Bournonville avec son collègue James Hay, danseur du Royal Ballet, au concours Erik Bruhn au Canada. Elle interprète le rôle de Clara dans le ballet Casse-Noisette, pour la première fois à Covent Garden en 2012. Au sein de la compagnie, elle danse des rôles bien connus du répertoire classique, notamment Manon dans Manon en 2014, Juliette dans Roméo et Juliette en 2015, Aurore dans La Belle au bois dormant en 2017, Stéphanie dans Mayerling en 2017 toujours, et la première dame éponyme dans Giselle en 2018.
En novembre 2018, elle rejoint le casting du film Cats. Elle danse le rôle de Victoria dans cette adaptation cinématographique, réalisée par Tom Hooper, de la comédie musicale d’Andrew Lloyd Webber,. Pour pouvoir y participer, elle a pris un congé temporaire du Royal Ballet jusqu'à la fin du tournage. En mai 2019, elle se produit à nouveau pour le Royal Ballet, dansant aux côtés de Cesar Corrales, à Rome, dans Roméo et Juliette. En 2020, la troupe du Royal Ballet alterne des périodes sur scène et des périodes de non-activité, suite aux mesures de confinement contre la pandémie du Covid-19. Mais elle participe notamment à la création, à nouveau avec Cesar Corrales, d’une pièce du chorégraphe Wayne McGregor , Morgen.